# 器官摘除
在医学中，器官摘除是指从人或动物身上切除和保存器官及其组织的行为，作为器官移植手术的一个步骤。此过程也包括血液、组织和器官的保存，以及器官植入等。

## 步骤
通常，器官切取的第一步是确定器官源的健康状态。对于人类尸体的器官切取，根据各地法律不同，需要确定器官提供者是否已脑死亡或心脏死亡。
另一个步骤是对器官源进行血型等免疫测试，以确保与植入器官者的数据匹配。在美国，器官匹配由类似器官共享联合网络的移植协调组织进行。如果有匹配的患者，移植协调员将在获得器官源或其遗属同意后通知医院准备器官切取。
在切取所需组织后，器官和组织通常会紧急运送到植入器官者所在地。若暂时找不到匹配者，器官将被保存，直到找到匹配者或超出保留期。

## 伦理争议
器官切取在历史上一直存在着合法性和道德方面的争议，尤其是当器官来源是人类时，且自愿性不能保证。早期有关器官摘取的记录之一是发生在1828年爱丁堡的Burke和Hare谋杀案，以及1831年伦敦的Burke盲目效仿者惨案，被害者的尸体后来被用于医学教学。现代器官切取的部分原因是因为记录显示超过105,000人正在等待实体器官移植。专家指出，每个人的身体都可以用作拯救或帮助多达50人的器官和组织的供体来源。尽管广泛的非法器官切取很难证实，但有很多报道称发展中国家的人同意以自己的组织换取收入。强迫的器官切取或靠出售自己的器官组织为生对医疗从业者的伦理提出了挑战。
当器官来源是动物时，除了犹太教和伊斯兰教认为猪和牛等动物的器官不应用于人体外，动物保护组织也一直反对将动物作为人类器官来源。一些人认为仅仅因摘取一个器官而导致动物死亡过于浪费。
此外，有关活摘器官的故事常让人难以置信。一些技术细节，如不施打麻醉进行活摘器官等，常受到质疑；然而，存在真实案例，如根据奥斯维辛集中营幸存者Yitzhak Ganon的说法，他曾在未接受麻醉情况下，被集中营的军医约瑟夫·门格勒成功摘除一颗肾脏。